# Derek Bourgeois
Pour les articles homonymes, voir Bourgeois.
Derek David Bourgeois, né à Kingston upon Thames le 16 octobre 1941 et mort le 6 septembre 2017 à Poole (Dorset), est un compositeur britannique.

## Biographie
Derek Bourgeois est auteur de 65 symphonies, 14 concertos, 7 œuvres pour chœur et orchestre, 2 opéras, des œuvres pour orgue, une comédie musicale et des œuvres pour la télévision. Il est le compositeur britannique le plus prolifique de son époque.
Bourgeois a également composé la musique du téléfilm The Crucible (1981), des courts métrages documentaires Thirty Million Letters (1963) et The Driving Force (1966), des séries télévisées The Barchester Chronicles (1982), Mansfield Park (1983) et de l'épisode "Buddyboy" de la série télévisée Beasts (1976).

## Source et références
- (en) Cet article est partiellement ou en totalité issu de l’article de Wikipédia en anglais intitulé « Derek Bourgeois » (voir la liste des auteurs).

1. ↑  (en) Derek Bourgeois (16 October 1941– 6 September 2017), rhinegold.co.uk, 8 septembre 2017.
2. ↑  (en) Alan Rusbridger, « Alan Rusbridger talks to Derek Bourgeois, one of Britain's most prolific composers », The Guardian, 9 février 2009 (consulté le 19 juillet 2014)